# Сильное равновесие
Сильное равновесие — принцип оптимальности в теории игр, очищение равновесия Нэша. Кроме устойчивости ситуации в игре к индивидуальным отклонениям участников, требует также устойчивости к групповым отклонениям.

## Формальное определение
Пусть задана игра в нормальной форме {\displaystyle \Gamma =\langle I,\{X_{i}\}_{i\in I},\{H_{i}\}_{i\in I}\rangle }. Ситуация {\displaystyle x=(x_{1},x_{2},\dots ,x_{n})} называется сильным равновесием в игре Γ, если для любой коалиции игроков {\displaystyle S\subseteq I} и любого набора стратегий {\displaystyle \{y_{s};s\in S\}} найдётся участник коалиции S такой, что
{\displaystyle H_{i}(x)>H_{i}(x_{-S},y_{S}).}
Сильное равновесие всегда Парето-эффективно, но существует намного реже, нежели равновесие Нэша, в связи с чем не получило широкого распространения.